# 加瓦島
加瓦島（Gaua）是太平洋島國瓦努阿圖的島嶼，屬於班克斯群島的一部分，由托爾巴省負責管轄，面積342平方公里，最高點拔高度767米，主要經濟活動有農業、漁業和園藝，島上有機場設施，2009年人口2,491。

## 外部連結
- Volcano World: Gaua
- Detailed list and map of the Banks and Torres languages, including those of Gaua（页面存档备份，存于）